# Jacob Volhard
Jacob Volhard (Darmstadt, 4 de junio de 1834 - Halle/Saale, 14 de enero de 1910) fue un químico  alemán, que hizo importantes contribuciones a la química inorgánica, orgánica y analítica. Algunos procesos químicos recuerdan su nombre, como la titulación de Volhard, la halogenación de Hell-Volhard-Zelinsky y la ciclación de Volhard-Erdmann.

## Biografía
Volhard estudió filología e historia en la Universidad de Giessen antes de dedicarse a la química junto a Justus von Liebig. Cuando Liebig dejó Giessen, Volhard estudió con su sucesor, Heinrich Will. En 1855 recibió su doctorado y se trasladó a Heidelberg, al laboratorio de Robert Bunsen. En ese período que pasa en Heidelberg, Volhard no se dedica solo a la química, y siguió estudiando filosofía e historia. Justus von Liebig consideraba que Volhard poseía un gran talento, y en 1856 se lo llevó como asistente a su Instituto de Mónaco, pero tampoco allí Volhard fue muy asiduo en el laboratorio.
Su carrera como investigador comenzó durante su estancia en Londres en 1858 con August Wilhelm von Hofmann, y en Marburgo con Adolph Kolbe. En 1869 fue nombrado profesor asociado en Múnich, donde dirigió el departamento de química inorgánica desde 1872 hasta 1879. Después de un breve período en Erlangen, en 1881 fue nombrado profesor de la Universidad de Halle, donde construyó un nuevo edificio. De 1882 a 1908 fue director del Instituto Químico, y en 1897 se convirtió en rector de la Universidad de Halle. En 1900 fue nombrado presidente de la Sociedad Química Alemana (Deutschen Gesellschaft Chemischen) y en 1901 fue elegido miembro honorario de la Asociación Alemana de Químicos (Deutscher Vereins Chemiker).
Volhard también estuvo interesado en la historia de la química. Una de  sus obras más importantes en este campo es la primera biografía de su maestro, Justus von Liebig, escrita en 1909, un trabajo esencial en el estudio de la figura de Liebig.  Fue editor durante muchos años de la revista Liebigs Annalen y vicepresidente de la Academia Cesarea Leopoldina, de la que formaba parte desde 1883.  Volhard fue un gran maestro, y su obra de introducción al análisis cualitativo fue una obra de referencia durante décadas para estudiar química en Alemania, finalmente publicada en 1875 bajo el título Anleitung  zur qualitativen Analyse, pero conocida como el Pequeño Volhard.  Volhard era conocido sobre todo por su humor y su dialecto de Darmstadt, que siguió utilizando sin alteración hasta su vejez.
Volhard murió en el año 1910, siendo muy respetado. Su busto adorna el antiguo Instituto de Química de Halle. Justus von Liebig dijo sobre Volhard: "Nunca he tenido un asistente tan claramente formado." Algunos de sus alumnos más notables fueron Johannes Thiele, Rudolf Schenck, David Vorländer y Hermann Staudinger. Su hijo Franz Volhard (1872-1950) fue un conocido médico internista y nefrólogo, y un centro médico del Hospital Universitario de Giessen lleva su nombre.

## Contribuciones  científicas
Volhard  es sobre todo conocido por su desarrollo del análisis volumétrico, en particular, la valoración de plata con tiocianato de amonio. Sus contribuciones más importantes al desarrollo de la química fueron:
- Síntesis de la sarcosina (1862)
- Síntesis de la creatina y preparación de la guanidina y la cianamida (1868)
- Síntesis del ácido pulvínico y del ácido vulpínico
- Determinación de manganeso (1879)
- Bromación de ácidos carboxílicos (halogenación de Hell-Volhard-Zelinsky, 1881-1887)
- Síntesis de tiofeno (ciclación de Volhard-Erdmann, 1885)
- Determinación volumétrica de plata, haluros, cianuro y tiocianato (valoración de Volhard)

## Principales publicaciones
- Über mehratomige Harnstoffe (On the ureas of the diamines), Londres 1861 (en alemán)
- Die chemische Theorie, Múnich 1863 (en alemán)
- Die Begründung der Chemie durch Lavoisier, Leipzig 1870 (en alemán)
- Volhards Anleitung zur qualitativen Analyse (ed. Clemens Zimmermann) Múnich, 1875 (en alemán)
- Experiments in General Chemistry and Introduction to Chemical Analysis (junto a C. Zimmermann), Baltimore 1887 (en inglés)
- August Wilhelm von Hofmann - Ein Lebensbild (junto a Emil Fischer) 1902 (en alemán)
- Justus von Liebig - Sein Leben und Wirken, 2. Bd., Leipzig 1909 (en alemán)